# 杉ノ内柚樹
杉ノ内柚樹（すぎのうち ゆき　旧芸名：杉ノ内由紀=読み同じ）は、声楽家、西日本放送契約社員アナウンサー。

## 人物・略歴
2000年同志社女子大学学芸学部・音楽科卒業と同時に西日本放送に契約社員として入社し、番組契約ディレクター。2003年香川大学大学院教育学部・音楽教育専修を修了。同年、西日本放送とFM高松コミュニティ放送（出向）によりパーソナリティーを担当。
その他、声優養成所講師、NHK文化センター高松センターボイストレーニング・話し方講座講師、一般社団法人日本自動車連盟選出社員。

## 担当番組
- 杉ノ内由紀のミュージック・さえら
- 杉ノ内由紀の蔵出し文庫